# Кулагін Володимир Кузьмович
Володимир Кузьмович Кулагін (1924—1980) — радянський партійний діяч.

## Біографія

Могила Володимира Кулагіна

Народився в 1924 році. Трудову діяльність розпочав у 17 років у червні 1941 року судновим електромонтером у місті Поті. З серпня 1942 року по 1944 рік — учасник радянсько-німецької війни. Воював на Сталінградському, Волховському, Карельському фронтах. 
У 1944 році направлений до Севастополя на комсомольську роботу: інструктор, 1-й секретар райкому ВЛКСМ Корабельного району. Після закінчення обласної дворічної партійної школи у Сімферополі працював завідувачем відділом пропаганди та агітації Корабельного райкому партії, у 1952—1955 роках — 1-м секретарем Севастопольського міськкому комсомолу. На XVI з'їзді ЛКСМУ у лютому 1954 року обраний членом ЦК ЛКСМУ. Був делегатом XII з'їзду ВЛКСМ у тому ж 1954 році.
У 1955—1959 роках — на партійній роботі: очолював парторганізації Нахімовського, потім Балаклавського районів. З 1959 року — завідувач відділом комунального господарства Севастопольського міськвиконкому, перший заступник голови міськвиконкому. Депутат Севастопольської міськради з 1953 по 1980 рік, член міськкому партії. Займався громадською діяльністю. 
Нагороджений орденом «Знак Пошани», медаллю «За трудову доблесть».
Помер у 1980 році. Похований в Севастополі на кладовищі Комунарів.